# Simbologia fascista
La simbologia fascista è l'insieme dei simboli utilizzati dal fascismo e dal neofascismo.
Il fascismo storico in Italia, così inteso dalla fondazione de Il Popolo d'Italia e l'inizio delle campagne interventiste nel 1914 al termine della Repubblica Sociale Italiana (RSI) nel 1945, fece ampio uso della simbologia classica dell'antica Roma: esempi ne furono il fascio littorio, il saluto romano, l'utilizzo della lettera "V" in luogo della "U" e l'aquila romana.
I movimenti neofascisti in un primo momento ripresero, modificandola leggermente, questa simbologia; mentre a partire dagli anni settanta, con la rivoluzione generazionale in atto si cominciò a fare uso della croce celtica e delle rune nordiche.
All'inizio degli anni Novanta, ma più diffusamente a cavallo tra i Novanta e i Duemila, ebbe luogo un ulteriore passaggio generazionale, principalmente sulla scia del DART (Divisione ARTistica) prima e della cultura non conforme e del circuito OSA/ONC poi. In questo periodo non si ripresero simboli del passato, ma si elaborarono immagini nuove provenienti dalle sezioni artistiche dei vari movimenti, spesso accordandosi con principi tradizionali e spirituali.

## Simboli comuni di movimenti fascisti

### Italia

#### Fascio littorio

Bandiera del Partito Nazionale Fascista.

L'aquila posata su un fascio littorio stringendolo con gli artigli fu messa su elmetti e uniformi fasciste durante il ventennio.

I fasces lictorii erano, nell'Antica Roma, l'arma portata dai littori, che consisteva in un fascio di bastoni di betulla bianca legati con strisce di cuoio, normalmente intorno ad un'ascia. Il simbolo venne ripreso da vari movimenti politici ed entità statali a partire dalla fine del XVIII secolo (tra cui i fasci siciliani) e divenne infine l'emblema dei Fasci italiani di combattimento di Benito Mussolini nel 1919.

#### Saluto romano
Il saluto romano è una forma di saluto che prevede il braccio destro teso in avanti verso l'alto, con la mano tesa aperta. Inizialmente fu usato dai legionari fiumani, successivamente fu imposto dal regime attraverso una campagna promossa da Achille Starace.

#### Aquila romana
L'aquila, altro antico simbolo romano, venne ripreso dal regime ed usato in molte costruzioni, riprodotto sul retro della lira e sulla bandiera da guerra della Repubblica Sociale Italiana.

#### La M maiuscola
Rappresentava Benito Mussolini, il fondatore del fascismo ed il primo tra i dittatori fascisti dell'Europa novecentesca, e i Battaglioni M, le unità d'élite della Milizia Volontaria per la Sicurezza Nazionale italiana, ovvero le camicie nere, durante la seconda guerra mondiale.

#### La V maiuscola
Rappresentava sia l'alleanza tripartita tra Italia, Germania e Giappone, sia l'iniziale della parola "vittoria". I tre vertici della lettera corrispondevano al Giappone (a destra), alla Germania (a sinistra), e all'Italia (al centro).

### Germania

#### Svastica

La parteiadler.

Bandiera della Germania nazista.

La svastica, originariamente un simbolo religioso e culturale positivo presente in numerose tradizioni (soprattutto in Asia), fu adottata e profondamente reinterpretata dal movimento nazionalsocialista tedesco nel XX secolo. 
Nel 1920, Adolf Hitler scelse la svastica come simbolo ufficiale del Partito nazista. Essa venne rappresentata inclinata di 45 gradi, in senso orario, su sfondo bianco con cerchio rosso:
- Il rosso rappresentava il movimento socialista;
- Il bianco, l’ideale nazionalista;
- Il nero della svastica, la presunta purezza e superiorità della razza ariana.

La svastica divenne così il principale emblema del regime nazista, apparendo su bandiere, uniformi, edifici pubblici, francobolli, monete e materiali di propaganda.

#### Sole nero

Il sole nero come trovato nella Sala Nord di Wewelsburg.

Il sole nero (Schwarze Sonne) è un simbolo moderno associato all’esoterismo e all’occultismo delle Schutzstaffel e, in tempi recenti, a movimenti di estrema destra e suprematismo bianco. Consiste in un disco con dodici raggi curvi disposti a spirale, simili a rune Sowilō, e viene spesso interpretato come rappresentazione di un potere occulto, solare e ariano. La sua origine concreta risale agli anni ’30-’40 del novecento, quando fu inserito nel pavimento della Sala Nord della Torre Est di Wewelsburg, in Germania, su ordine di Heinrich Himmler. Questo castello fu destinato a diventare centro simbolico e spirituale delle SS. Tuttavia, il simbolo non fu mai ufficialmente denominato “sole nero” durante il Terzo Reich: tale nome e significato gli sono stati attribuiti solo nel dopoguerra, soprattutto in ambienti neonazisti e neopagani esoterici. Nonostante alcune narrazioni lo colleghino a presunte origini celtiche o germaniche antiche, non esiste alcuna prova storica concreta che il sole nero, nella sua forma attuale, fosse effettivamente utilizzato da civiltà precristiane. Oggi è talvolta impiegato da sottoculture gotiche e ambienti musicali alternativi, ma rimane in molti contesti un simbolo ambiguo e controverso, frequentemente classificato come segno di odio o estremismo.

### Spagna

Bandiera della Falange Española.

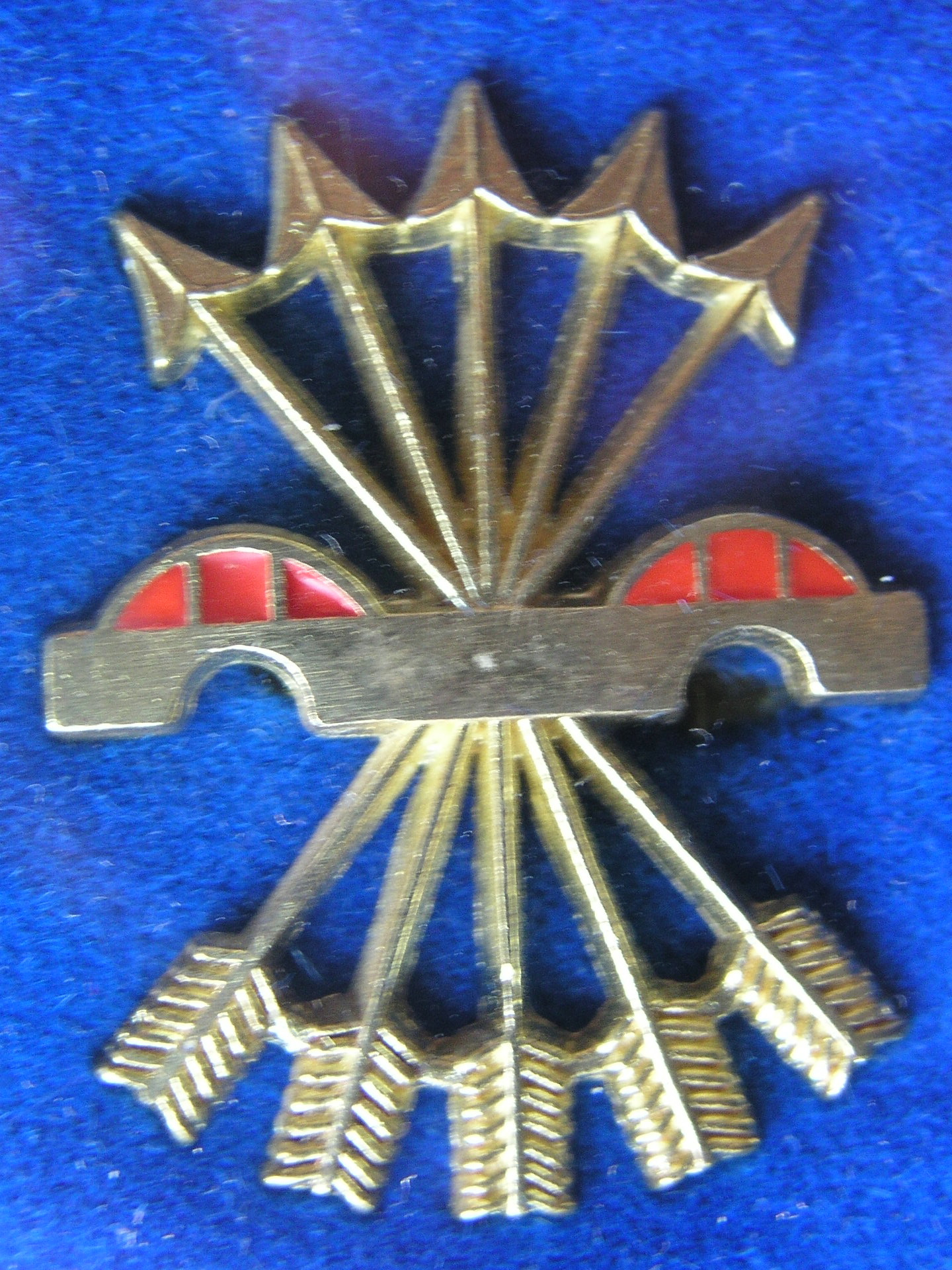
Il giogo e fascio di frecce.

Il simbolo del “Yugo y Haz de Flechas”, ovvero il giogo e il fascio di frecce, è un emblema politico e ideologico legato al franchismo e alla Falange Española, ma le sue origini risalgono all’epoca dei re cattolici nel XV secolo: il giogo rappresentava il regno di Isabella di Castiglia (associato alla lettera “Y” di Ysabel), mentre il fascio di frecce era simbolo di Ferdinando d’Aragona (associato alla lettera “F” di Fernando), e insieme esprimevano l’unità della monarchia e la forza attraverso la coesione. Nel XX secolo, questi simboli furono ripresi dalla Falange Española, fondata nel 1933 da José Antonio Primo de Rivera, e divennero emblema del nazionalismo autoritario e del fascismo spagnolo. Con la fusione tra falangisti e carlisti nel 1937, il simbolo fu adottato ufficialmente dalla Falange Española Tradicionalista y de las JONS, il partito unico del regime franchista. Durante il governo di Francisco Franco, il “Yugo y Haz de Flechas” fu ampiamente utilizzato su edifici pubblici, uniformi, monete e documenti ufficiali, rappresentando valori come l’unità nazionale, la disciplina, il sacrificio e l’obbedienza.

### Francia

#### Croce celtica

Croce celtica

La croce celtica è oggi uno dei più noti e diffusi simboli neofascisti, in quanto venne usata prima dal Parti Populaire Français, un partito fascista creato in Francia negli anni trenta e nel dopoguerra da diversi gruppi neofascisti e di estrema destra in tutta Europa.

### Altri luoghi

Simbolo dell'Unione Britannica dei Fascisti

Simbolo del Partito della Croce Frecciata ungherese

Simbolo della Ustaše croata

Bandiera della Legione d’argento d’America

Simbolo dell'Unione Nazionale norvegese

Bandiera dell'Alba Dorata

Croce celtica su una bandiera neonazista

Bandiera dell'Afrikaner Weerstandsbeweging

## Uso fascista dell'araldica
I governi fascisti percepirono spesso la necessità di modificare l’araldica nazionale per adattarla alla nuova ideologia. 
In Germania, ad esempio, lo stemma della città di Coburgo, che raffigurava la testa di San Maurizio, fu disapprovato per via del suo carattere religioso e della sua presunta incompatibilità con l’ideologia ariana; nel 1934 fu quindi sostituito con uno stemma raffigurante una spada e una svastica. Anche la Turingia intervenne sull’araldica regionale per dimostrare il proprio sostegno al regime nazista, aggiungendo una svastica alle zampe del leone presente nel proprio stemma.
In Italia, l’araldica contempla l’uso del capo (la parte superiore dello scudo) per indicare appartenenza o lealtà politica. Durante il governo di Mussolini, numerose famiglie e amministrazioni locali adottarono un capo rosso recante un fascio littorio come segno di adesione al Partito Nazionale Fascista; tale elemento araldico veniva definito capo del littorio.

## Uniformi militariste con insegne nazionaliste
I movimenti fascisti organizzati utilizzano tipicamente uniformi di tipo militare, sulle quali è riportato il simbolo del loro movimento. In Italia, il movimento fascista italiano del 1919 indossava uniformi nere di stile militare, che valsero agli aderenti il soprannome di camicie nere. 
Durante il regime, l’uso dell’uniforme fu esteso sia al partito sia alle forze armate, con elementi ricorrenti come il fascio littorio o un’aquila che stringe un fascio, applicati solitamente sui copricapi o sulla manica sinistra dell’uniforme. 
In Germania, il movimento nazionalsocialista presentava analogie con quello italiano, adottando inizialmente una divisa di colore specifico per il proprio gruppo paramilitare: l’SA indossava uniformi marrone chiaro, il che portò al soprannome di camicie brune per il gruppo e, per estensione, per i nazisti. Questi ultimi adottarono la svastica come simbolo uniforme e ripresero vari elementi estetici dal modello italiano, sostituendo il fascio con un’aquila che stringe una svastica in corona d’alloro, accompagnata da una fascia da braccio con bandiera nazista indossata sulla manica sinistra dai membri del partito. 
Anche in altri contesti fascisti si replicarono gli elementi simbolici dei regimi italiano e tedesco, con uniformi strutturate in stile militare e contrassegnate da emblemi di tipo nazionalista legati al rispettivo movimento. 
La Falange spagnola adottò camicie blu scuro per i propri membri, in riferimento ai lavoratori spagnoli, molti dei quali indossavano abiti di quel colore. Venne inoltre utilizzato il basco, simbolo di collegamento con i sostenitori carlisti. I volontari spagnoli della Divisione Blu, inviati sul Fronte Orientale durante la Seconda guerra mondiale in appoggio indiretto alla Germania nazista, indossavano camicie blu, baschi e pantaloni dell’esercito.